# Chiesa dei Santi Antonio di Padova e Rocco (Albiano)
La chiesa dei Santi Antonio di Padova e Rocco è una piccola chiesa sussidiaria di Albiano nella Val di Cembra in Trentino. Appartiene alla parrocchia di San Biagio quindi rientra nell'ex-decanato di Civezzano e Piné dell'arcidiocesi di Trento e risale al XVII secolo.

## Storia

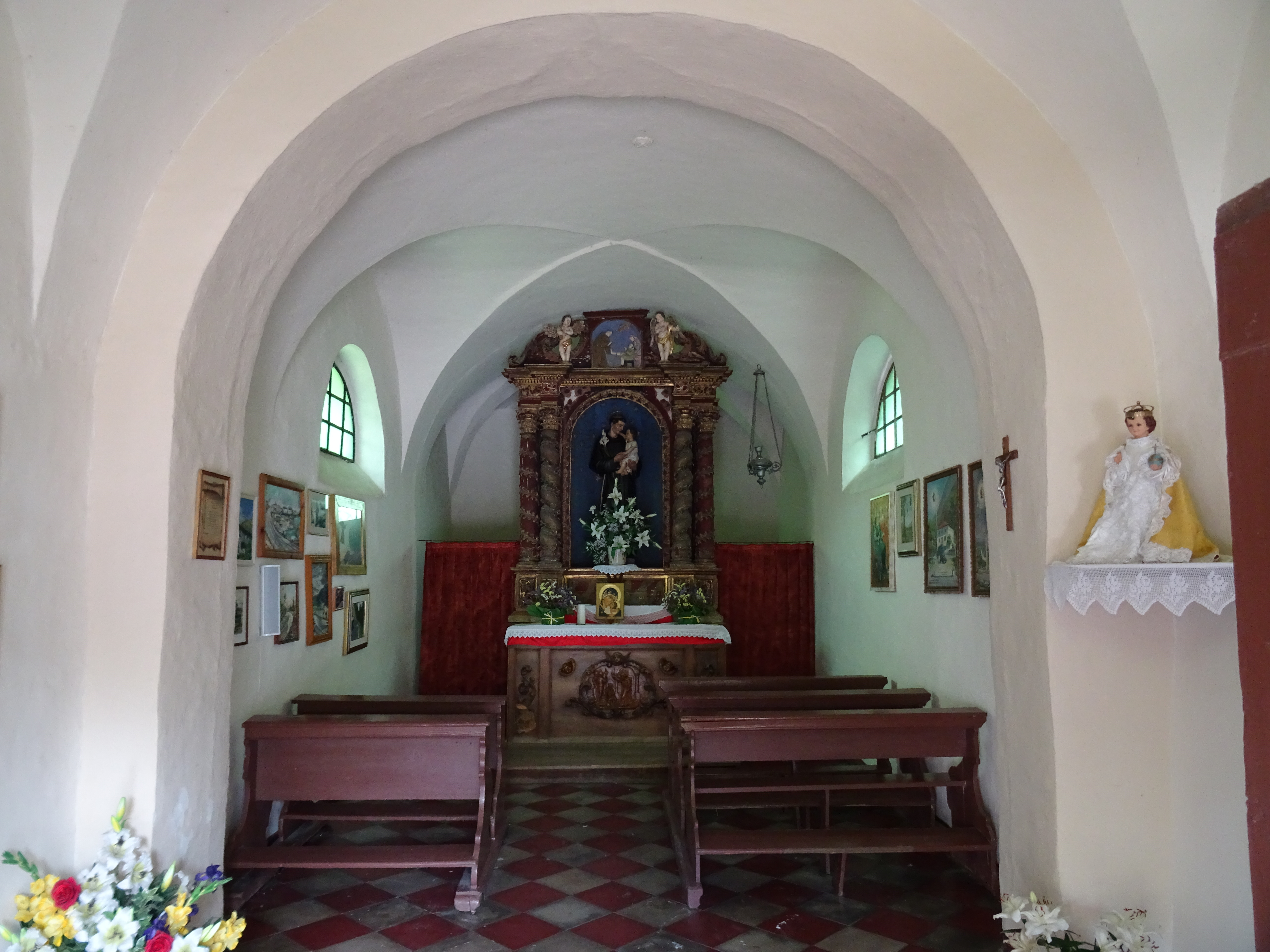
Interno

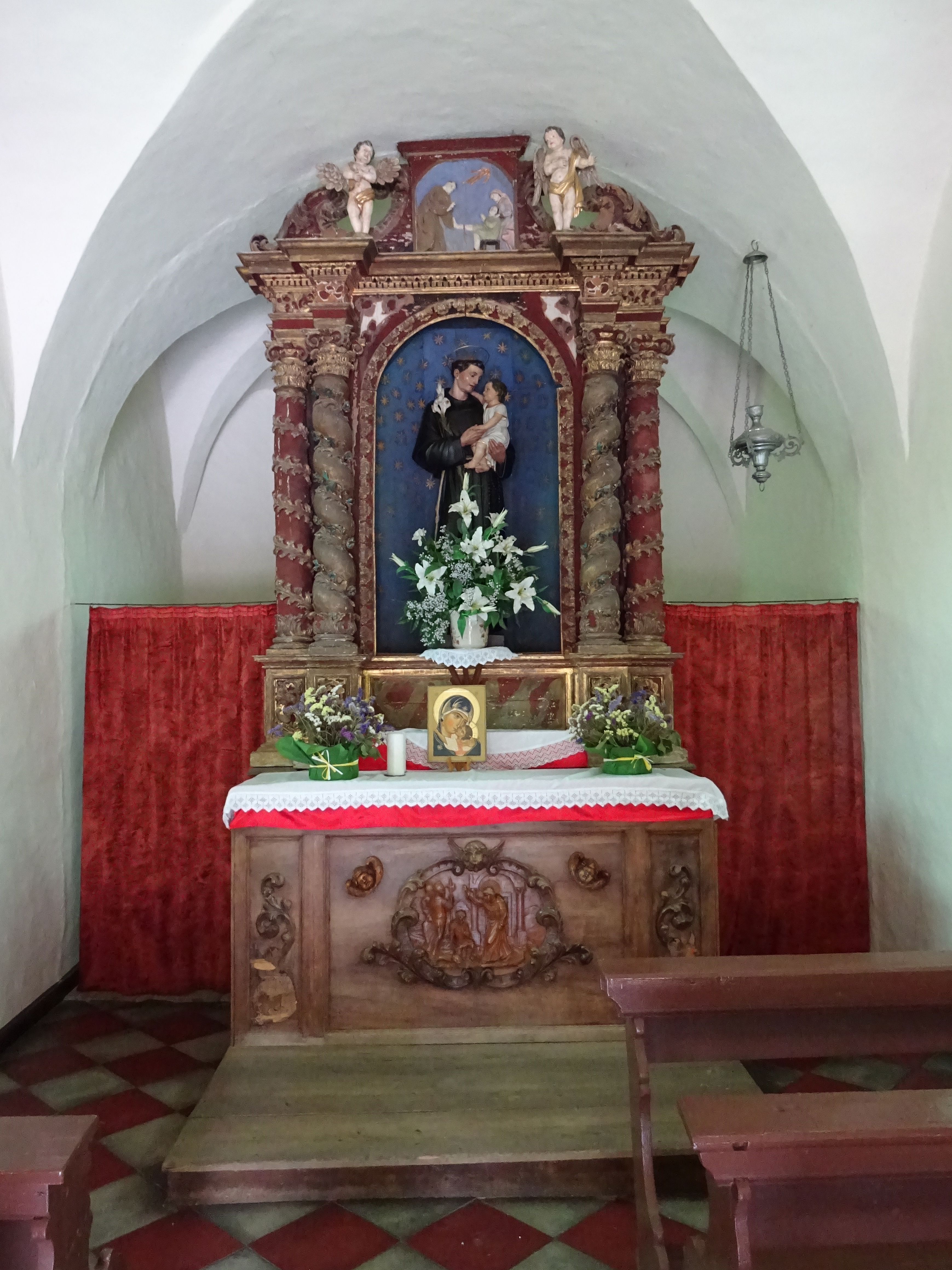
Altare

La costruzione di questa piccola chiesa ad Albiano è di poco anteriore al 1670, anno nella quale fu consacrata. In epoca posteriore è stato aggiunto un portico che copre l'ingresso e che si alza davanti a tutta la facciata. In epoca recente, nel 2005, l'esterno dell'edificio è stato ritinteggiato.

## Descrizione

### Esterni
La chiesetta è situata nell'immediata periferia est di Albiano, con orientamento verso nord e su un sito da quale si gode di una vista panoramica sul territorio. La facciata è in parte nascosta da un ampio portico retto da tre arcate su pilastri. 
Il campanile si alza dal tetto della chiesa, ed ha una copertura particolare in lamiera a piramide che si dilata alla sua base. La copertura del tetto è in porfido. Nelle vicinanze sono stati rinvenuti resti di una piccola necropoli di epoca romana.

### Interni
L'interno ha una sola navata. Nel presbiterio, leggermente rialzato, l'altare maggiore è in legno.